# Escape to Plastic Beach Tour
Escape to Plastic Beach Tour foi uma turnê da banda virtual britânica Gorillaz, em apoio ao seu terceiro álbum de estúdio, Plastic Beach. Durante a turnê, Damon Albarn, vocalista e co-criador do grupo, gravou o álbum The Fall, que, segundo ele, é um diário de sua experiência enquanto excursionou na América do Norte. O álbum foi gravado inteiramente no iPad de Albarn, e lançado em 25 de dezembro de 2010 (quatro dias após o final da turnê), inicialmente apenas no website da banda, estando disponível para download somente para os membros do fã clube do Gorillaz. Posteriormente, foi lançado em versão física no dia 18 de abril de 2011.

## Produção
A turnê contou com um total de 37 shows realizados durante o último trimestre de 2010, que tomaram lugar em arenas na América do Norte, Europa, Hong Kong e Oceania. A turnê também contou com vídeos musicais e visuais no telão enquanto os membros da banda tocavam diante do público. Visuais acompanharam canções como "Broken", "Welcome to the World of the Plastic Beach", "Dirty Harry", "Empire Ants", "Last Living Souls", "White Flag" e muitos outros vídeos originais de músicas anteriores do grupo.
A turnê foi mais tarde notada por Damon Albarn por ser, de acordo com ele, um empreendimento extremamente custoso. Em uma entrevista de 2013 com a Rolling Stone, Albarn explicou: "Eu fiz cerca de 20 libras ao final da turnê, então eu não irei fazer outra tão já. Foi incrivelmente divertido, eu amei fazer isso, mas economicamente foi um grande desastre."

## Setlist
A turnê teve um total de 31 músicas tocadas, das quais 20 foram executadas em todos os shows. O repertório das apresentações contou, em sua maioria, com canções do Plastic Beach, mas também abriu espaço para músicas dos álbuns anteriores do Gorillaz, incluindo hits como Clint Eastwood, Tomorrow Comes Today, 19-2000, Feel Good Inc. e DARE.

## Músicas tocadas
| Gorillaz - "Tomorrow Comes Today" - "Clint Eastwood" - "Punk" - "19-2000" Demon Days - "Last Living Souls" - "Kids with Guns" - "O Green World" - "Dirty Harry" - "Feel Good Inc." - "El Mañana" - "November Has Come" - "DARE" - "Don't Get Lost in Heaven" - "Demon Days" D-Sides - "Hong Kong" | Plastic Beach - "Orchestral Intro" - "Welcome to the World of the Plastic Beach" - "White Flag" - "Rhinestone Eyes" - "Stylo" - "Superfast Jellyfish" - "Empire Ants" - "Glitter Freeze" - "Some Kind of Nature" - "On Melancholy Hill" - "Broken" - "Sweepstakes" - "Plastic Beach" - "To Binge" - "Cloud of Unknowing" Faixas bônus ou sem álbum - "Doncamatic" |

## Datas
| Data                   | Cidade        | País           | Local                            |
| ---------------------- | ------------- | -------------- | -------------------------------- |
| América do Norte       |               |                |                                  |
| 3 de outubro de 2010   | Montreal      | Canadá         | Centre Bell                      |
| 6 de outubro de 2010   | Boston        | Estados Unidos | Agganis Arena                    |
| 8 de outubro de 2010   | Nova York     | Estados Unidos | Madison Square Garden            |
| 10 de outubro de 2010  | Camden        | Estados Unidos | Susquehanna Bank Center          |
| 11 de outubro de 2010  | Fairfax       | Estados Unidos | Patriot Center                   |
| 13 de outubro de 2010  | Detroit       | Estados Unidos | Fox Theatre                      |
| 14 de outubro de 2010  | Toronto       | Canadá         | Air Canada Centre                |
| 16 de outubro de 2010  | Chicago       | Estados Unidos | UIC Pavilion                     |
| 17 de outubro de 2010  | Minneapolis   | Estados Unidos | Target Center                    |
| 19 de outubro de 2010  | Houston       | Estados Unidos | Toyota Center                    |
| 20 de outubro de 2010  | Grand Prairie | Estados Unidos | Verizon Theatre at Grand Prairie |
| 22 de outubro de 2010  | Austin        | Estados Unidos | Frank Erwin Center               |
| 24 de outubro de 2010  | Denver        | Estados Unidos | Wells Fargo Theatre              |
| 26 de outubro de 2010  | Phoenix       | Estados Unidos | Comerica Theatre                 |
| 27 de outubro de 2010  | Los Angeles   | Estados Unidos | Gibson Amphitheatre              |
| 28 de outubro de 2010  | San Diego     | Estados Unidos | Viejas Arena                     |
| 30 de outubro de 2010  | Oakland       | Estados Unidos | Oracle Arena                     |
| 2 de novembro de 2010  | Seattle       | Estados Unidos | KeyArena                         |
| 3 de novembro de 2010  | Vancouver     | Canadá         | Rogers Arena                     |
| Europa                 |               |                |                                  |
| 11 de novembro de 2010 | Dublin        | Irlanda        | The O2                           |
| 12 de novembro de 2010 | Manchester    | Inglaterra     | Manchester Evening News Arena    |
| 14 de novembro de 2010 | Londres       | Inglaterra     | The O2 Arena                     |
| 15 de novembro de 2010 | Amsterdã      | Países Baixos  | Heineken Music Hall              |
| 16 de novembro de 2010 | Londres       | Inglaterra     | The O2 Arena                     |
| 17 de novembro de 2010 | Birmingham    | Inglaterra     | National Indoor Arena            |
| 18 de novembro de 2010 | Brighton      | Inglaterra     | Brighton Centre                  |
| 21 de novembro de 2010 | Berlim        | Alemanha       | Velodrom                         |
| 22 de novembro de 2010 | Paris         | França         | Zénith de Paris                  |
| 23 de novembro de 2010 | Paris         | França         | Zénith de Paris                  |
| 25 de novembro de 2010 | Antuérpia     | Bélgica        | Lotto Arena                      |
| Ásia                   |               |                |                                  |
| 3 de dezembro de 2010  | Chek Lap Kok  | Hong Kong      | AsiaWorld-Arena                  |
| Oceania                |               |                |                                  |
| 6 de dezembro de 2010  | Perth         | Austrália      | Burswood Dome                    |
| 8 de dezembro de 2010  | Adelaide      | Austrália      | Adelaide Entertainment Centre    |
| 11 de dezembro de 2010 | Melbourne     | Austrália      | Rod Laver Arena                  |
| 16 de dezembro de 2010 | Sydney        | Austrália      | Sydney Entertainment Centre      |
| 19 de dezembro de 2010 | Brisbane      | Austrália      | Brisbane Entertainment Centre    |
| 21 de dezembro de 2010 | Auckland      | Nova Zelândia  | Vector Arena                     |

Shows remarcados e cancelados
| 8 de setembro de 2010  | Glasgow, Escócia             | Glasgow SECC                  | Cancelado                             |
| 10 de setembro de 2010 | Birmingham, Inglaterra       | National Indoor Arena         | Remarcado para 17 de novembro de 2010 |
| 11 de setembro de 2010 | Newcastle, Inglaterra        | Newcastle Metro Arena         | Cancelado                             |
| 12 de setembro de 2010 | Manchester, Inglaterra       | Manchester Evening News Arena | Remarcado para 12 de novembro de 2010 |
| 14 de setembro de 2010 | Londres, Reino Unido         | The O2 Arena                  | Remarcado para 14 de novembro de 2010 |
| 15 de setembro de 2010 | Londres, Reino Unido         | The O2 Arena                  | Remarcado para 16 de novembro de 2010 |
| 22 de setembro de 2010 | Dublin, Irlanda              | The O2                        | Remarcado para 11 de novembro de 2010 |
| 5 de outubro 2010      | Hartford, CT, Estados Unidos | Oakdale Theater               | Cancelado                             |
| 14 de novembro de 2010 | Paris, França                | Zenith                        | Remarcado para 22 de novembro de 2010 |
| 17 de novembro de 2010 | Berlim, Alemanha             | Velodrom                      | Remarcado para 21 de novembro de 2010 |
| 19 November 2010       | Milão, Itália                | Forum                         | Cancelado                             |

## Pessoal

### Banda
- Damon Albarn - vocais principais, teclados, piano, violão, escaleta
- Paul Simonon - baixo, backing vocals
- Mick Jones - guitarra rítmica, backing vocals
- Jeff Wootton - guitarra principal (Certas datas)
- Simon Tong - guitarra principal (substituindo Jeff Wootton em determinadas datas)
- Cass Browne - bateria, bateria eletrônica
- Mike Smith - teclados
- Gabriel "Manuals" Wallace - bateria e percussão
- Jesse Hackett - teclados

### Convidados e músicos adicionais
- Bashy - Rap em "Clint Eastwood" e "White Flag"
- Kano - Rap em "Clint Eastwood" e "White Flag"
- Roses Gabor - Vocais em "19-2000" e "DARE"
- Mos Def - Rap em "Stylo" e "Sweepstakes" (somente datas selecionadas)
- Lou Reed - Guitarra e vocal em "Some Kind of Nature" (apenas em Nova York e Los Angeles)
- Bobby Womack - Vocais em "Stylo", "Cloud of Unknowing" e "Demon Days"
- Neneh Cherry - Vocais em "Kids With Guns" (somente datas selecionadas)
- Bootie Brown - Rap em "Dirty Harry" e "Stylo"
- MF Doom - Rap em "Clint Eastwood" e "November Has Come" (somente datas selecionadas)
- Miho Hatori - Vocais em "19-2000" (somente datas selecionadas)
- Yukimi Nagano - Vocais em "Empire Ants" e "To Binge" (somente datas selecionadas)
- De La Soul - Rap em "Feel Good Inc." e "Superfast Jellyfish"
- Daley - Vocais em "Doncamatic" (somente datas selecionadas)
- Mark E. Smith - Vocais em "Glitter Freeze" (somente datas selecionadas)
- Membros da Orquestra Nacional Síria de Música Árabe - Orquestração em "White Flag"
- Hypnotic Brass Ensemble - Trompetes em "Welcome to the World of the Plastic Beach", "Broken" e "Plastic Beach"
- Seção de cordas por Demon Strings